# 1651 w sztukach plastycznych
Wydarzenia w sztukach plastycznych i wizualnych w 1651 roku.

## Nowe dzieła

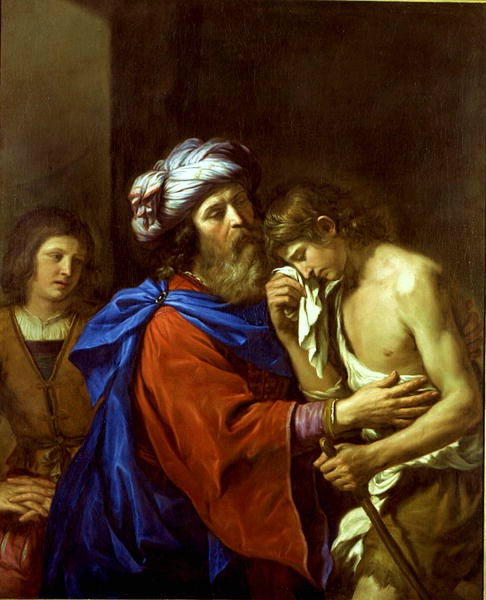
Guercino, Powrót syna marnotrawnego

- Guercino

Powrót syna marnotrawnego – olej na płótnie, 137 x 111 cm
- Diego Velázquez

Wenus z lustrem – olej na płótnie, 122,4 × 177,2 cm

## Urodzili się
- Willem van Ingen, holenderski malarz

## Zmarli
- Jacob Backer, holenderski malarz i rysownik